# Jurúna
Yuruna  (Juruna, Jurúna, Yuruna, Yurúna, Juruhuna, Juruûna, Yudya, Yudjá, Iuruna), porodica brazilskih indijanskih jezika i plemena s područja današnjeg parka Xingu na Mato Grossu. Ime dobiva ime po Indijancima Yuruna, Jurúna, ili Yudjá, a obuhvaća i srodne grupe Maritsauá (Manitsawa) s Arupái također iz Mato Grossa i Xipaya (Shipaya, Xipaia, Sipáya,  Chipaia) u državi Pará. Čini dio Velike porodice Tupian.